# シャタパタ・ブラーフマナ
『シャタパタ・ブラーフマナ』（サンスクリット: शतपथब्राह्मण Śatapatha-Brāhmaṇa）は、白ヤジュルヴェーダに対するブラーフマナで、現存する全ブラーフマナのうちでもっとも詳細なものである。

## 概要
シャタパタ・ブラーフマナとは「百の道のブラーフマナ」という意味で、全部で100の章（アディヤーヤ）から構成されているためにこの名がある:212:192。
マーディヤンディナとカーンヴァの2種類の版があり、前者は全14巻(kāṇḍa)、後者は17巻から構成される:212-213:192。ひとつの巻がいくつかの章(adhyāya)に分かれ、各章がブラーフマナに分かれ、各ブラーフマナが節に分かれる。
マーディヤンディナ本の最初の9巻は白ヤジュルヴェーダのヴァージャサネーイ・サンヒターの最初の18巻に対する注釈である。残る5巻のうち、巻10は火の祭壇の神秘を扱い、巻11はそれまでの巻の祭儀の繰り返し、巻12-13はさまざまな補足的な出来事を扱う。最終巻14の最初はプラヴァルギヤ祭 (Pravargya) で、その終わりの6章はブリハッド・アーラニヤカ・ウパニシャッドである:212-213:192-194。

## 内容
シャタパタ・ブラーフマナには祭儀に関する議論のほか、後の叙事詩やプラーナ文献に見られるような伝説も載せられている。
巻1第8章の第1ブラーフマナでは大洪水とマヌ、イダーの伝説が伝えられていることでよく知られる。『マハーバーラタ』のアルジュナの子孫とされるクル国王ジャナメージャヤ（13.5.4.1）や、のちにカーリダーサによって戯曲化されたプルーラヴァスとウルヴァシーの伝説（11.5.1.1。ただしすでにリグ・ヴェーダ10.95に見えている）や、シャクンタラーの話（13.5.4.13）も登場する:216。巻6では創造神話が語られる。

## 翻訳
『シャタパタ・ブラーフマナ』のマーディヤンディナ本の本文はアルブレヒト・ヴェーバーによって校訂出版された:212。
東方聖典叢書にジュリアス・エッゲリングによる英訳が含まれている（巻12・26・41・43・44の5巻。1882-1900年。ただしブリハッド・アーラヤニカ・ウパニシャッドは同じ叢書の別の巻にマックス・ミュラーの翻訳があるために省略）。